# Like a Boy
Like a Boy è una canzone cantata dalla cantante statunitense Ciara, scritta per il suo secondo album Ciara: The Evolution. È scritta da Ciara, Candice Nelson, Balewa Muhammad, J. Que, Ezekiel Lewis, e Calvin Kenon; è il secondo singolo ufficiale estratto dall'album, terzo in Nord America.
Il secondo singolo dell'album doveva essere scelto fra tre canzoni: Like a Boy, Can't Leave 'Em Alone e That's Right. Fu proprio Like a Boy ad essere scelto. Anche se il singolo ha ricevuto buone critiche, non è riuscito a raggiungere lo stesso risultato di Promise.

## Descrizione
Like a Boy parla della differenza tra uomini e donne e di quando la donna esegue lo stesso lavoro di un uomo ma viene disprezzata.
Kelly ha detto: "è una canzone per la mia donna" e Ciara invece ha detto:"È una canzone sull'emancipazione femminile e nella canzone la protagonista voleva agire come un ragazzo".
La canzone è un intreccio tra la musica orchestrale e l'hip hop strumentale. Ciara ha anche co-prodotto la canzone My Love.

## Accoglienza
Like a Boy è stata ben accolta dalla critica. Bill Agnello di "About.com" ha scritto che la canzone di fa mancare il respiro. Sophie Bruce di "Entertainment Wise" ha scritto che Ciara nella canzone voleva parlare d'amore, un confronto con Aaliyah. Ciara ha anche esegeuito la canzone allo show televisivo "Dancing with the Stars" (Ballando con le stelle).

## Video musicale
Il video musicale di Like a Boy è stato diretto da Diane Martel, che ha anche diretto il video di Promise. È stato girato in tre giorni a gennaio. La première del video è avvenuta su Yahoo Music e su BET's Access Garanted il 21 febbraio 2007. Il video ha raggiunto la posizione numero 4 su MTV.
Il video comincia in bianco e nero,con Ciara seduta su una sedia vestita come un ragazzo. Mostra dei tatuaggi e poi dice: "2007, ragazze penso che sia ora di scambiarsi i ruoli".
Più avanti c'è Ciara che si confronta con il suo ragazzo (il giocatore di football americano Reggie Bush). Durante la prima strofa e il ritornello l'alter ego maschile di Ciara balla, ma poi la Ciara femminile esegue dei balli vestiti da gangster. La canzone è diversa dalla versione nell'album. Like a Boy è stata nominata per "Migliore coreografia nei video", ma hanno vinto T.I. e Justin Timberlake con My Love.

## Tracce
iTunes - EP
1. "Like a Boy(Main version) - 3:59
2. "Like a Boy" (Kardinal Beats) – 3:32
3. "Like a Boy" (Soul Seekerz remix) – 6:44

CD Europeo 1
1. "Like a Boy" [Main versione] - 3:57
2. "Love You Better" [Main version] – 4:29
3. "Get Up " (featuring Chamillionaire) [Main version] – 4:22 "
4. "Get Up" [Monto Blanco Vocal mix] – 8:16

CD Europeo 2
1. "Like a Boy" - 3:59
2. "Get Up" [Monto Blanco Vocal mix] – 8:16

iTunes 2
1. Like a Boy - 3:58

CD Promozionale
1. "Like a Boy" [Main] - 4:00
2. "Like a Boy" [Instrumental] – 3:57

## Classifiche
| Chart (2007)                         | Peak position |
| ------------------------------------ | ------------- |
| U.S. Billboard Hot 100               | 19            |
| U.S. Billboard Hot Dance Club Play   | 23            |
| U.S. Billboard Hot R&B/Hip-Hop Songs | 6             |
| U.S. Billboard Pop 100               | 27            |
| U.S. Billboard Rhythmic Top 40       | 6             |
| U.S. Billboard Top 40 Mainstream     | 18            |
| U.S. ARC Weekly Top 40               | 17            |
| Austria Singles Chart                | 48            |
| Belgium Top 50                       | 5             |
| Brazilian Singles Chart              | 28            |
| Bulgaria National Top 40             | 3             |
| China Singles Chart                  | 16            |
| Croazia Singles Chart                | 9             |
| Deutsche Black Charts                | 4             |
| Eurochart Hot 100 Singles            | 24            |
| European Billboard Hot 100           | 26            |
| Finland Singles Top 20               | 7             |
| France Singles Chart                 | 10            |

| Chart (2007)                     | Peak position |
| -------------------------------- | ------------- |
| Germany Singles Chart            | 29            |
| Ireland Singles Chart            | 11            |
| Italy Singles Chart              | 43            |
| Latvia Singles Chart             | 2             |
| Lithuania Airplay Chart          | 5             |
| Lithuania Hot Dance Tracks       | 3             |
| Lithuania Hot R&B/Hip-Hop Songs  | 1             |
| New Zealand RIANZ Top 40 Singles | 29            |
| Official UK Singles Chart        | 16            |
| Poland National Top 50           | 21            |
| Russia Top 50 Songs              | 9             |
| Svezia Singles Chart             | 8             |
| Switzerland Singles Chart        | 16            |

## Date di pubblicazione
| Nazione     | Data             |
| ----------- | ---------------- |
| USA         | 13 febbraio 2007 |
| Germania    | 30 marzo 2007    |
| Regno Unito | 2 aprile 2007    |